# Orient (Illinois)
Orient – miasto w Stanach Zjednoczonych, w stanie Illinois, w hrabstwie Franklin.